# Гартфорд (містечко, Вісконсин)
Гартфорд (англ. Hartford) — місто (англ. town) в США, в окрузі Вашингтон штату Вісконсин. Населення — 3400 осіб (2020).

## Демографія
Згідно з переписом 2010 року, у місті мешкало 3609 осіб у 1383 домогосподарствах у складі 1091 родини. Було 1450 помешкань
Расовий склад населення:
| - 98,4 % — білих - 0,6 % — азіатів - 0,2 % — корінних американців - 0,2 % — чорних або афроамериканців |

До двох чи більше рас належало 0,5 %. Частка іспаномовних становила 1,4 % від усіх жителів.
За віковим діапазоном населення розподілялося таким чином: 22,1 % — особи молодші 18 років, 65,2 % — особи у віці 18—64 років, 12,7 % — особи у віці 65 років та старші. Медіана віку мешканця становила 45,4 року. На 100 осіб жіночої статі у місті припадало 104,9 чоловіків;  на 100 жінок у віці від 18 років та старших — 103,8 чоловіків також старших 18 років.
Середній дохід на одне домашнє господарство  становив 86 843 долари США (медіана — 75 982), а середній дохід на одну сім'ю — 96 479 доларів (медіана — 82 052). Медіана доходів становила 52 221 долар для чоловіків та 49 018 доларів для жінок. За межею бідності перебувало 2,1 % осіб, у тому числі 2,7 % дітей у віці до 18 років та 4,3 % осіб у віці 65 років та старших.
Цивільне працевлаштоване населення становило 2104 особи. Основні галузі зайнятості: виробництво — 28,1 %, освіта, охорона здоров'я та соціальна допомога — 19,0 %, науковці, спеціалісти, менеджери — 11,7 %, роздрібна торгівля — 10,4 %.